# جایزه فرانتس کافکا
جایزهٔ فرانتس کافکا یک جایزه ادبی بین‌المللی است که به افتخار فرانتس کافکا، نویسنده آلمانی‌زبان، اهدا می‌شود. این جایزه برای نخستین بار در سال ۲۰۰۱ اعطا شد و توسط انجمن فرانتس کافکا و شهر پراگ جمهوری چک مورد حمایت مالی قرار گرفت.

## برندگان جایزه
برندگان پیشین:
| سال  | برنده                      | ملیت                | زبان(ها)  | منابع       |
| ---- | -------------------------- | ------------------- | --------- | ----------- |
| ۲۰۱۸ | Ivan Wernisch (۱۹۴۲-）     | جمهوری چک           | چکی       | [ ۲ ]       |
| ۲۰۱۷ | مارگارت اتوود (۱۹۳۹-）     | کانادا              | انگلیسی   | [ ۳ ]       |
| ۲۰۱۶ | کلادیو ماگریس (۱۹۳۹-）     | ایتالیا             | ایتالیایی | [ ۴ ]       |
| ۲۰۱۵ | Eduardo Mendoza (۱۹۴۳-）   | اسپانیا             | اسپانیایی | [ ۵ ]       |
| ۲۰۱۴ | Yan Lianke (۱۹۵۸-)         | چین                 | چینی      | [ ۶ ]       |
| ۲۰۱۳ | عاموس عوز (۱۹۳۹–۲۰۱۸）     | اسرائیل             | عبری      | [ ۷ ] [ ۸ ] |
| ۲۰۱۲ | Daniela Hodrová (۱۹۴۶-）   | جمهوری چک           | چکی       | [ ۹ ]       |
| ۲۰۱۱ | جان بنویل (۱۹۴۵-）         | جمهوری ایرلند       | انگلیسی   | [ ۱۰ ]      |
| ۲۰۱۰ | واتسلاو هاول (۱۹۳۶–۲۰۱۱）  | جمهوری چک           | چکی       | [ ۱۱ ]      |
| ۲۰۰۹ | پیتر هاندکه (۱۹۴۲-）       | اتریش               | آلمانی    |             |
| ۲۰۰۸ | Arnošt Lustig (۱۹۲۶–۲۰۱۱） | جمهوری چک           | چکی       | [ ۱۲ ]      |
| ۲۰۰۷ | ایو بون‌فوآ (۱۹۲۳–۲۰۱۶)     | فرانسه              | فرانسوی   | [ ۱۳ ]      |
| ۲۰۰۶ | هاروکی موراکامی (۱۹۴۹-）   | ژاپن                | ژاپنی     | [ ۱۴ ]      |
| ۲۰۰۵ | هارولد پینتر (۱۹۳۰–۲۰۰۸）  | بریتانیا            | انگلیسی   |             |
| ۲۰۰۴ | الفریده یلینک (۱۹۴۶-）     | اتریش               | آلمانی    |             |
| ۲۰۰۳ | Péter Nádas (۱۹۴۲-）       | مجارستان            | مجاری     | [ ۱۵ ]      |
| ۲۰۰۲ | ایوان کلیما (۱۹۳۱-）       | جمهوری چک           | چکی       | [ ۱۶ ]      |
| ۲۰۰۱ | فیلیپ راث (۱۹۳۳–۲۰۱۸）     | ایالات متحده آمریکا | انگلیسی   |             |